# Nicolaas Baelde
Nicolaas Baelde (ca. 1590 - 10 november 1654) was een monnik van de benedictijnse abdij Sint-Jansberg in Ieper.

## Levensloop
Nicolaas stamde uit een bekende Ieperse schepenfamilie. Hij was een zoon van Nicolaas Baelde (1555-1615) en van die zijn eerste vrouw Maria Lamoot (†1593), die drie kinderen kregen. Na haar overlijden trouwde hij met Janneke Devriendt, met wie hij nog vier kinderen had. In 1596 werd hij als poorter ingeschreven in Roeselare, zeer waarschijnlijk als gevolg van zijn tweede huwelijk.
Nicolaas senior was kapitein van de Ieperse Burgerwacht tijdens het calvinistisch bewind. Hij had een broer, Michiel Baelde (Ieper, ca. 1549 - Delft, 1630), die een bekend calvinist werd en, na te zijn uitgeweken, aan de oorsprong lag van een uitgebreide Hollandse tak van de familie Baelde. Hoewel Nicolaas katholiek werd begraven, werd zijn medewerking met het calvinistisch regime niet vergeten en zou dit aan zijn zoon parten spelen.
Nicolaas junior werd monnik in de Ieperse abdij Sint-Jansberg en toen abt Valentin de Berty er op 7 juli 1637 overleed werd hij bij de stemming onder de monniken voor een opvolger, in meerderheid door hen verkozen. Toch werd hij, na tussenkomst van de Raad van State, door de landvoogd niet benoemd en dit vanwege zijn vader, die had meegewerkt met de ketterse vijand. Daarbij had de vader een broer die in Rijsel gefailleerd was en natuurlijk was er die calvinistische broer Michiel Baelde en nog andere familieleden die suspect waren van de heresie. Om die reden werd niet Dom Nicolaas de volgende abt, maar Dom Frans van Waelscappel (†1645).
Nicolaas Baelde zette zich niettemin in voor zijn abdij. Hij was vele jaren verantwoordelijk voor het temporeel en dit al van onder de vorige abt, dom Vincent du Bur (abt van 1584 tot 1626), die overwogen had hem tot zijn coadjutor te benoemen. Vanaf 1645 en tot aan zijn dood was Nicolaas prior, of tweede in bevel, in zijn abdij. Hij werd dit nadat de monniken Ieper waren ontvlucht wegens de inval van Franse troepen en abt Van Waelscappel in Groot-Bijgaarden was overleden. Het is niet onwaarschijnlijk dat Baelde, in afwachting van een nieuwe abtsverkiezing, ook daadwerkelijk de abdij bestuurde.